# 나히 (가수)
나히(본명: 김나희, 1999년 10월 28일~2023년 11월 8일)은 대한민국의 싱어송라이터이다.

## 생애
2019년에 앨범 데뷔하고 2023년 11월 8일 사망했는데 구체적인 사인은 공개하지 않았다.

## 음반
- 2019. 10. 28. - Blue City
- 2020. 3. 18. - 여전히 남아 (Blue Night)
- 2020. 5. 25. - Gloomy Day
- 2021. 5. 16. - 너 정말 너무행!
- 2021. 10. 26. - City Drive
- 2022. 1. 20. - 착각이었지!
- 2022. 7. 12. - 러브노트!
- 2022. 9. 2. - 불면송
- 2022. 12. 2. - Treasure
- 2023. 1. 27. - 집 없는 물고기